# Aegotheles
Aegotheles Vigors & Horsfield, 1827 è un genere di uccelli notturni diffuso in Australasia, unico genere della famiglia Aegothelidae.

## Descrizione
Gli Aegotheles sono uccelli notturni di taglia medio-piccola (da 18 a 30 cm di lunghezza), con becco grande ma piuttosto debole, gambe corte e postura eretta. Come i gufi dispongono di un disco facciale con gli occhi orientati in avanti, cui si deve il nome comune di caprimulgo-gufo con cui sono talora indicati.

## Biologia
Sono uccelli notturni abbastanza elusivi la cui biologia è tuttora poco nota. Nidificano in cavità naturali degli alberi.

## Distribuzione e habitat
L'areale del genere si estende in Australasia dalle isole Molucche, attraverso l'Australia e la Tasmania, sino alla Nuova Caledonia e alla Nuova Zelanda. Il centro di maggiore biodiversità è rappresentato dalla Nuova Guinea, dove vivono 7 delle 10 specie viventi.
Tutte le specie, con l'eccezione dell'australiano Aegotheles cristatus, vivono nelle foreste.

## Tassonomia
La famiglia Aegothelidae è stata a lungo considerata far parte dell'ordine Caprimulgiformes. Nel XIX secolo era considerata una sottofamiglia della famiglia Podargidae, e per lungo tempo è stata considerata affine a quest'ultima o alla famiglia Caprimulgidae. Studi degli anni '60 sulla morfologia del cranio ne avevano fatto proporre la collocazione in un ordine a sé stante, Aegotheliformes. Solo recentemente sono state messe in luce numerose sinapomorfie con Apodidae e Trochilidae dell'ordine Apodiformes.

Il Congresso ornitologico internazionale (2012) l'ha definitivamente collocata tra gli Apodiformes.
Il genere Aegotheles comprende le seguenti specie:
- Aegotheles insignis Salvadori, 1876 – egotele maggiore
- Aegotheles tatei Rand, 1941 – egotele di Tate
- Aegotheles crinifrons (Bonaparte, 1850) – egotele delle Molucche
- Aegotheles wallacii G.R.Gray, 1859 – egotele di Wallace
- Aegotheles archboldi Rand, 1941 – egotele di Archbold
- Aegotheles albertisi P.L.Sclater, 1874 – egotele montano
- Aegotheles savesi E.L.Layard & E.L.C.Layard, 1881 – egotele della Nuova Caledonia
- Aegotheles bennettii Salvadori & d'Albertis, 1875 – egotele di Bennett
- Aegotheles affinis Salvadori, 1876 – egotele affine
- Aegotheles cristatus (Shaw, 1790) – egotele australiano

- Aegotheles novazelandiae † (Scarlett, 1968) (precedentemente ascritta al genere Megaegotheles)[6]